# Grijs naaldkwastje
Het grijs naaldkwastje of zomernaaldkwastje (Ocnerostoma piniariella) is een vlinder uit de familie van de stippelmotten (Yponomeutidae). De spanwijdte van deze vlinder bedraagt ongeveer 9 millimeter. De soort lijkt sprekend op het wit naaldkwastje en wordt daarmee vaak verward. In het algemeen is microscopisch onderzoek aan de genitaliën nodig om tot een zekere determinatie te komen. Het vlindertje komt verspreid over Europa voor. De soort overwintert als rups.

## Waardplanten
De waardplant van de grijs naaldkwastje is de grove den. De rups mineert in de punten van de naalden.

## Voorkomen in Nederland en België
Het grijs naaldkwastje is in Nederland en in België een niet algemene soort, die verspreid over het hele gebied kan worden gevonden. De soort heeft jaarlijks één generatie, die vliegt van juni tot augustus.